# Saison 1 de Vikings
Chronologie
Saison 2
Cet article présente les neuf épisodes de la première saison de la série télévisée canado-irlandaise Vikings.

## Synopsis
La série suit les exploits d'un groupe de Vikings mené par Ragnar Lothbrok, l'un des plus populaires héros vikings de tous les temps au destin semi-légendaire. Ragnar serait d'origine danoise, suédoise ou encore norvégienne selon les sources. Il est supposé avoir unifié les clans vikings en un royaume aux frontières indéterminées à la fin du VIIIe siècle. Mais il est surtout connu pour avoir été le promoteur des tout premiers raids vikings en terres chrétiennes, saxonnes, franques ou celtiques.
Ce simple fermier, homme lige du jarl Haraldson, se rebelle contre les choix stratégiques de son suzerain. Au lieu d'attaquer les païens slaves et baltes de la Baltique, il décide de se lancer dans l'attaque des riches terres de l'Ouest, là où les monastères regorgent de trésors qui n'attendent que d'être pillés par des guerriers ambitieux.
Clandestinement, Ragnar va monter sa propre expédition et sa réussite changera le destin des Vikings comme celui des royaumes chrétiens du sud, que le simple nom de « Vikings » terrorisera pendant près d'un siècle. Le personnage de Ragnar Lothbrok est directement inspiré des héros de Ragnarök (d'où son nom), ceux chargés des dieux pour diriger les peuples Vikings vers leur gloire avant la fin de toute chose.

## Distribution

### Acteurs principaux
- Travis Fimmel (VF : Alexis Victor) : Ragnar Lothbrok
- Clive Standen (VF : Boris Rehlinger) : Rollo Lothbrok, le frère de Ragnar
- Katheryn Winnick (VF : Barbara Beretta) : Lagertha Lothbrok, la femme de Ragnar
- Gabriel Byrne (VF : Pierre Dourlens) : le jarl Haraldson, chef viking du village, rival de Ragnar
- Jessalyn Gilsig (VF : Rafaèle Moutier) : Siggy Haraldson, l'épouse du jarl Haraldson
- Gustaf Skarsgård (VF : Jean-François Vlérick) : Floki, le constructeur doué et ami de Ragnar
- George Blagden (VF : Damien Witecka) : Athelstan, moine anglo-saxon capturé par Ragnar lors de son premier raid en Angleterre

### Acteurs récurrents
- Elinor Crawley (VF : Olivia Luccioni) : Thyri Haraldson, fille de Siggy et du jarl Haraldson
- Nathan O'Toole (en) (VF : Tom Trouffier) : Bjorn Lothbrok enfant, fils de Ragnar et Lagertha
- Ruby O'Leary : Gyda Lothbrok, fille de Ragnar et Lagertha
- Jouko Ahola : Kauko, guerrier de Ragnar
- Ivan Kaye (VF : Sylvain Lemarié) : le roi de Northumbrie Ælle
- David Murray  (VF : Gilles Morvan) : le    seigneur Æthelwulf, frère du roi Ælle
- Donal Logue (VF : Guillaume Orsat) : le roi Horik
- Thorbjørn Harr (VF : Joël Zaffarano) : le jarl Borg
- Maude Hirst (VF : Dorothée Pousséo) : Helga, l'épouse de Floki
- Vladimir Kulich (VF : Michel Vigné) : Erik, guerrier de Ragnar
- Gerard McCarthy : Bronsted
- John Kavanagh (VF : José Luccioni) : le voyant
- Alyssa Sutherland (VF : Géraldine Asselin) : la princesse Âslaug
- Tadhg Murphy (VF : Nessym Guetat) : Arne
- Jefferson Hall (VF : Rémi Bichet) : Torstein
- Eric Higgins (VF : Stéphane Bazin) : Knut
- Angus MacInnes (VF : Benoît Allemane) : Tostig
- David Pearse (VF : Patrice Dozier) : Svein, homme de main du jarl Haraldson
- Diarmaid Murtagh (VF : François Siener) : Leif, guerrier de Ragnar

## Liste des épisodes

### Épisode 1:Cap à l'ouest
- Canada /  États-Unis : 3 mars 2013 sur History Canada / History États-Unis
- France : 10 juin 2013 sur Canal+[1] / 23 novembre 2014 sur W9
- Québec : 1er novembre 2013 à Super Écran[2]

- États-Unis : 6,02 millions de téléspectateurs[3] (première diffusion)
- Canada : 1,1 million de téléspectateurs[4] (première diffusion)
- France : 0,551 million de téléspectateurs[5] (deuxième diffusion)

- Vladimir Kulich (Eric)
- David Pearse (Svein)
- Eric Higgins (Knut)
- Craig Whittaker (Hakon)
- John Kavanagh (The Seer)
- Eddie Drew (Odin)
- Ruby O'Leary (Gyda)
- Gerard McCarthy (Brondsted)
- Billy Gibson (Ulf)
- Conor Madden (Eric Trygvasson)
- David Wilmot (Olaf Andwend)
- Eddie Elks (Olafur)

### Épisode 2:L'Expédition
- Canada /  États-Unis : 10 mars 2013 sur History Canada / History États-Unis
- France : 10 juin 2013 sur Canal+  / 23 novembre 2014 sur W9

- États-Unis : 4,62 millions de téléspectateurs[6]
- France : 0,551 million de téléspectateurs[5] (deuxième diffusion)

- Vladimir Kulich (Eric)
- Jouko Ahola (Kauko)
- Eric Higgins (Knut)
- Craig Whittaker (Hakon)
- Eddie Elks (Olafur)
- Paul Kealyn (Blacksmith)
- Carolyn Murray (fille de Blacksmith)
- Amber Jean Rowan (esclave de Floki)
- Will Irvine (Cenwulf)
- Des Braiden (Père Cuthbert)
- Eddie Jackson (moine)
- Nathan Gordon (moine)
- Martin Phillips (moine)
- Sebastian Vermeul-Taback (Osiric)
- Aaron Lee Reed (Viking)

### Épisode 3:La Pêche miraculeuse
- Canada /  États-Unis : 17 mars 2013 sur History Canada / History États-Unis
- France : 10 juin 2013 sur Canal+

- États-Unis : 4,83 millions de téléspectateurs[7] (première diffusion)
- France : 0,551 million de téléspectateurs[5] (deuxième diffusion)

- Vladimir Kulich (Eric)
- Jouko Ahola (Kauko)
- Gary Farrelly (Young Boy)
- Will Irvine (Brother Cenwulf)
- Carrie Crowley (Ellisef)
- Kevin McCann (homme)
- Eric Higgins (Knut)
- Sam Doyle (Saxon 1)
- Sam Smith (Saxon 2)
- Amy De Bhrún (Ingergird)
- David Ryan[Lequel ?] (Northumbrian Reeve)

### Épisode 4:Justice est faite
- Canada /  États-Unis : 24 mars 2013 sur History Canada / History États-Unis
- France : 17 juin 2013 sur Canal+

- États-Unis : 4,54 millions de téléspectateurs[8] (première diffusion)

- Ivan Kaye (roi Ælle)
- Vladimir Kulich (Eric)
- Eric Higgins (Knut)
- Sam Doyle (Saxon 1)
- Sam Smith (Edwin)
- Jonathon Kemp (Wigea)
- Peter Gaynor (Lord Edgar)
- Simon Coury (Père Saxon)
- Carrie Crowley (Ellisef)
- Jouko Ahola (Kauko)
- Tyrone Kearns (viking)
- Laura Sibbick (femme)
- Martin White (Housecarl)

### Épisode 5:Le Raid
- Canada /  États-Unis : 31 mars 2013 sur History Canada / History États-Unis
- France : 17 juin 2013 sur Canal+

- États-Unis : 4,74 millions de téléspectateurs[9] (première diffusion)

- Kevin Flood (vieil homme)
- Trevor Cooper (Earl Bjarni)
- Martin White
- Aaron Lee Reed (Viking)

### Épisode 6:L'Ultime Drakkar
- Canada /  États-Unis : 7 avril 2013 sur History Canada / History États-Unis
- France : 24 juin 2013 sur Canal+

- États-Unis : 3,31 millions de téléspectateurs[10] (première diffusion)

- Ivan Kaye (roi Ælle)
- Gavin O'Connor-Duffy
- Trevor Cooper (Earl Bjarni)
- Angus MacInnes (Tostig)
- Roanna Cochrane (esclave)
- Christina Forbes (vieille femme)
- Dez McMahon (Haraldson Kinsman)
- Michael Liebmann (messager)
- Jonathon Kemp (Wigea)
- Peter Gaynor (Lord Edgar)

### Épisode 7:La Rançon
- Canada /  États-Unis : 14 avril 2013 sur History Canada / History États-Unis
- France : 24 juin 2013 sur Canal+

- États-Unis : 3,42 millions de téléspectateurs[11] (première diffusion)

- Ivan Kaye (roi Ælle)
- David Murray (Lord Aethelwulf, frère du roi Ælle)
- Angus MacInnes (Tostig)
- Cathy White (Ealswith)
- Sean Tracy (Egbert)
- Tristan McConnell
- Peter Gaynor (Lord Edgar)
- Matt Ryan
- Deirdre Mullins
- Cillian O'Gairbhi
- Andy Kellegher
- Gary Murphy (Bishop Unwan)
- Jonathan Ryan
- James Flynn (Eadric)
- Michael James Ford
- Alexander Downes

### Épisode 8:Le Sacrifice
- Canada /  États-Unis : 21 avril 2013 sur History Canada / History États-Unis
- France : 1er juillet 2013 sur Canal+

- États-Unis : 3,85 millions de téléspectateurs[12] (première diffusion)

- Damien Devaney
- Paul Ward
- Niall Ó Sioradáin
- Steve Wilson
- Rudi Kennedy (jeune homme)
- Keith Anderson

### Épisode 9:Renaissance
- Canada /  États-Unis : 28 avril 2013 sur History Canada / History États-Unis
- France : 1er juillet 2013 sur Canal+

- États-Unis : 3,58 millions de téléspectateurs[13] (première diffusion)

- David Michael Scott (Nils)
- Michelle Costello (servante #1)
- Rebecca Grimes (servante #2)
- Michelle Beamish (servante #3)
- Hilary Rose (servante #4)

- Gyda (interprétée par Ruby O'Leary) et Thyri (interprétée par Elinor Crawley) meurent dans cet épisode à cause de la peste.

## Audiences aux États-Unis
| N° d'épisode | Titre original        | Titre français       | Chaîne                              | Date de diffusion originale | États-Unis (en millions de téléspectateurs) |
| ------------ | --------------------- | -------------------- | ----------------------------------- | --------------------------- | ------------------------------------------- |
| 1            | Rites Of Passage      | Cap à l'Ouest        | History Canada / History États-Unis | 3 mars 2013                 | 6.02                                        |
| 2            | Wrath Of The Northmen | L'expédition         | History Canada / History États-Unis | 10 mars 2013                | 4.62                                        |
| 3            | Dispossessed          | La pêche miraculeuse | History Canada / History États-Unis | 17 mars 2013                | 4.83                                        |
| 4            | Trial                 | Justice est faite    | History Canada / History États-Unis | 24 mars 2013                | 4.54                                        |
| 5            | Raid                  | Le raid              | History Canada / History États-Unis | 31 mars 2013                | 4.74                                        |
| 6            | Burial Of The Dead    | L'ultime drakkar     | History Canada / History États-Unis | 7 avril 2013                | 3.31                                        |
| 7            | A King's Ransom       | La rançon            | History Canada / History États-Unis | 14 avril 2013               | 3.42                                        |
| 8            | Sacrifice             | Le sacrifice         | History Canada / History États-Unis | 21 avril 2013               | 3.85                                        |
| 9            | All Change            | Renaissance          | History Canada / History États-Unis | 28 avril 2013               | 3.58                                        |